# Le Gosier
Le Gosier is een gemeente in het Franse overzeese departement Guadeloupe op het eiland Grande-Terre, en telde 26.489 inwoners (2019). Het ligt ongeveer 6 km ten zuidoosten van Pointe-à-Pitre.

## Geschiedenis
Le Gosier is in de 17e eeuw vernoemd naar de pelikaan (Grand Gosier). De plaats bevond zich op een strategische locatie. In 1695 werd Fort Louis gebouwd. In 1759 uitgebreid, maar in 1802 tijdens een opstand vanwege de herinvoering van de slavernij door Napoleon Bonaparte verwoest. In 1750 werd door de Britten begonnen met de constructie van Fort Fleur d’Epée. Het fort werd later afgemaakt door de Fransen en was in 1763 gereed. Het heeft een ondergronds complex.
Le Gosier was een dorpje. In de 20e eeuw werd Le Gosier een onderdeel van de agglomeratie van Pointe-à-Pitre, en begon zich te ontwikkelen tot toeristisch centrum dat bekend is om zijn vele stranden.
Het eiland Îlet du Gosier bevindt zich tegenover het strand Plage de la Datcha en is via een veerboot te bereiken.

## Plage de la Datcha
Plage de la Datcha is een strand ten zuiden van het centrum van Le Gosier met uitzicht op  Îlet du Gosier. Het is een witzandstrand met veel voorzieningen en biedt mogelijkheden tot snorkelen en kajakken. Het strand is 's avonds tot 23:00 verlicht en verandert in een uitgaanscentrum.

## Aquarium de Guadeloupe
Het Aquarium de Guadeloupe is een aquarium in Le Gosier en werd in 1987 geopend. Het heeft 50 tanks die een overzicht geven van de vissoorten in het Caraïbisch gebied variërend van zeepaardjes tot haaien, en bevat meer dan 2.000 vissen en ongewervelden.

## Galerij

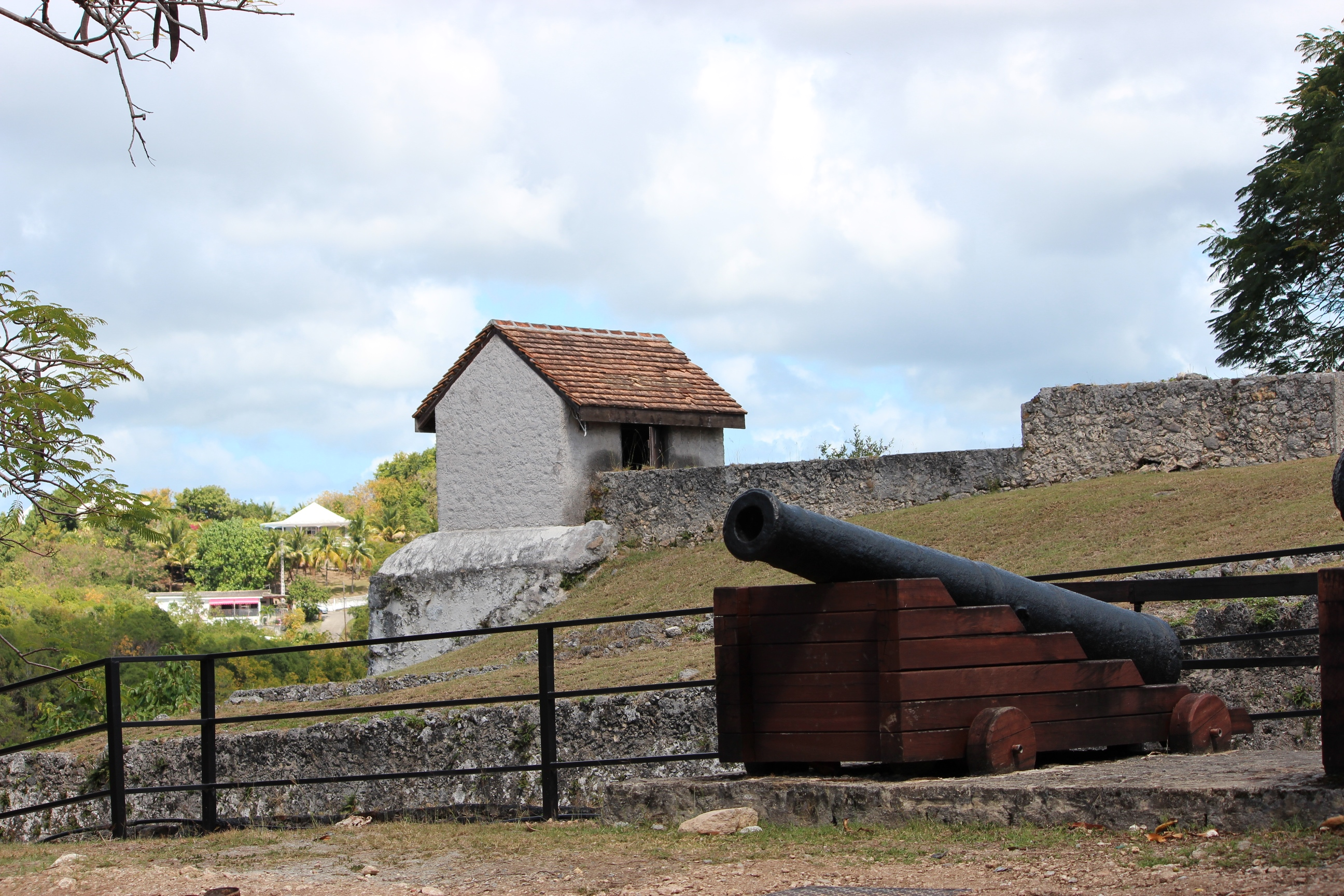
Fort Fleur d’Epée
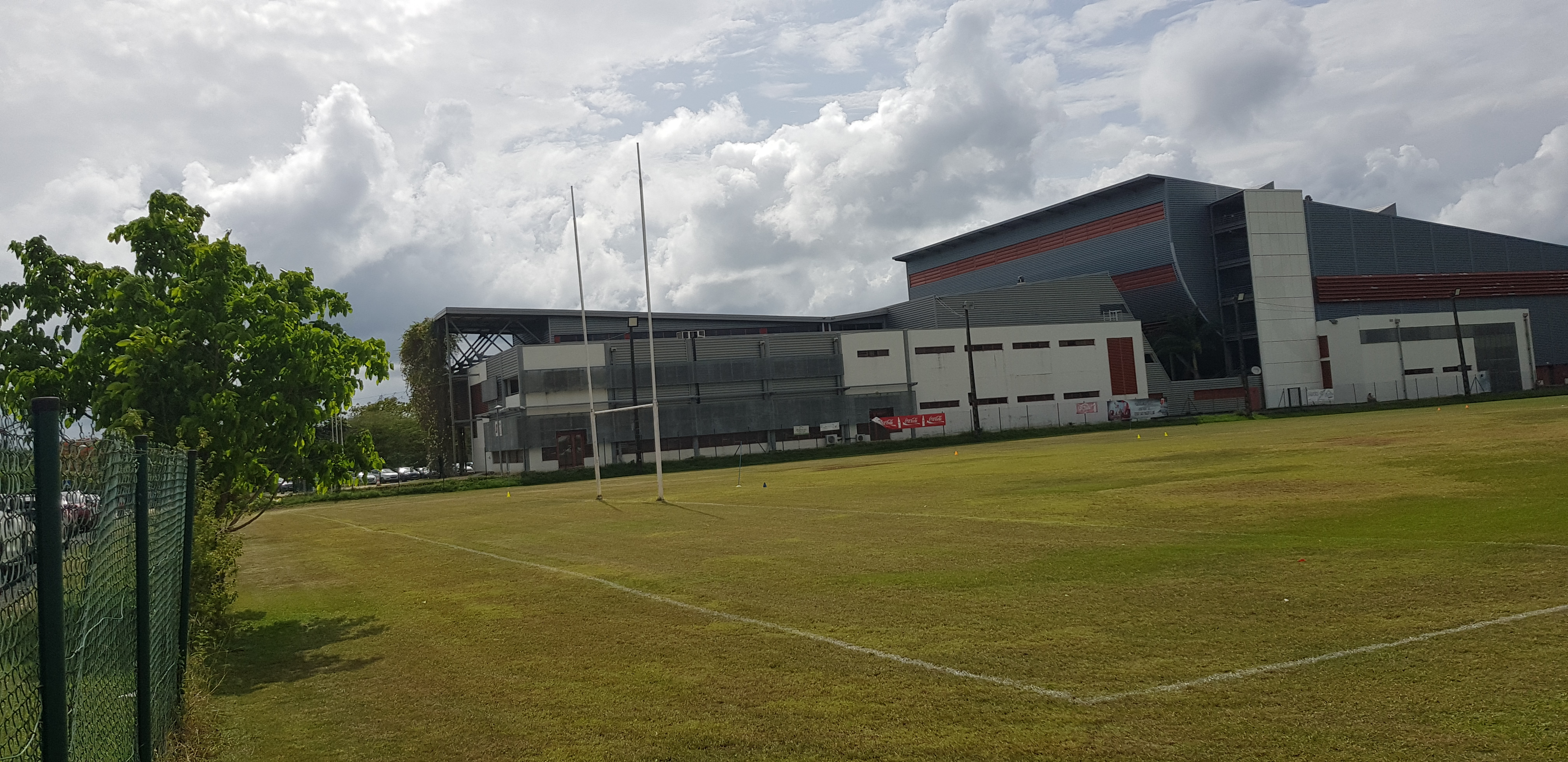
Sportstadion
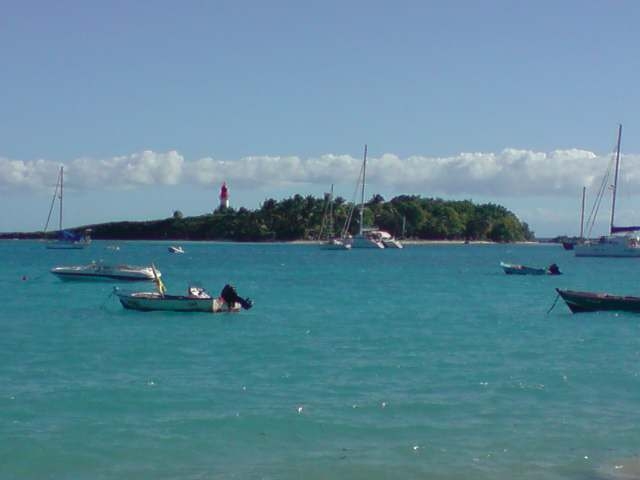
Îlet du Gosier
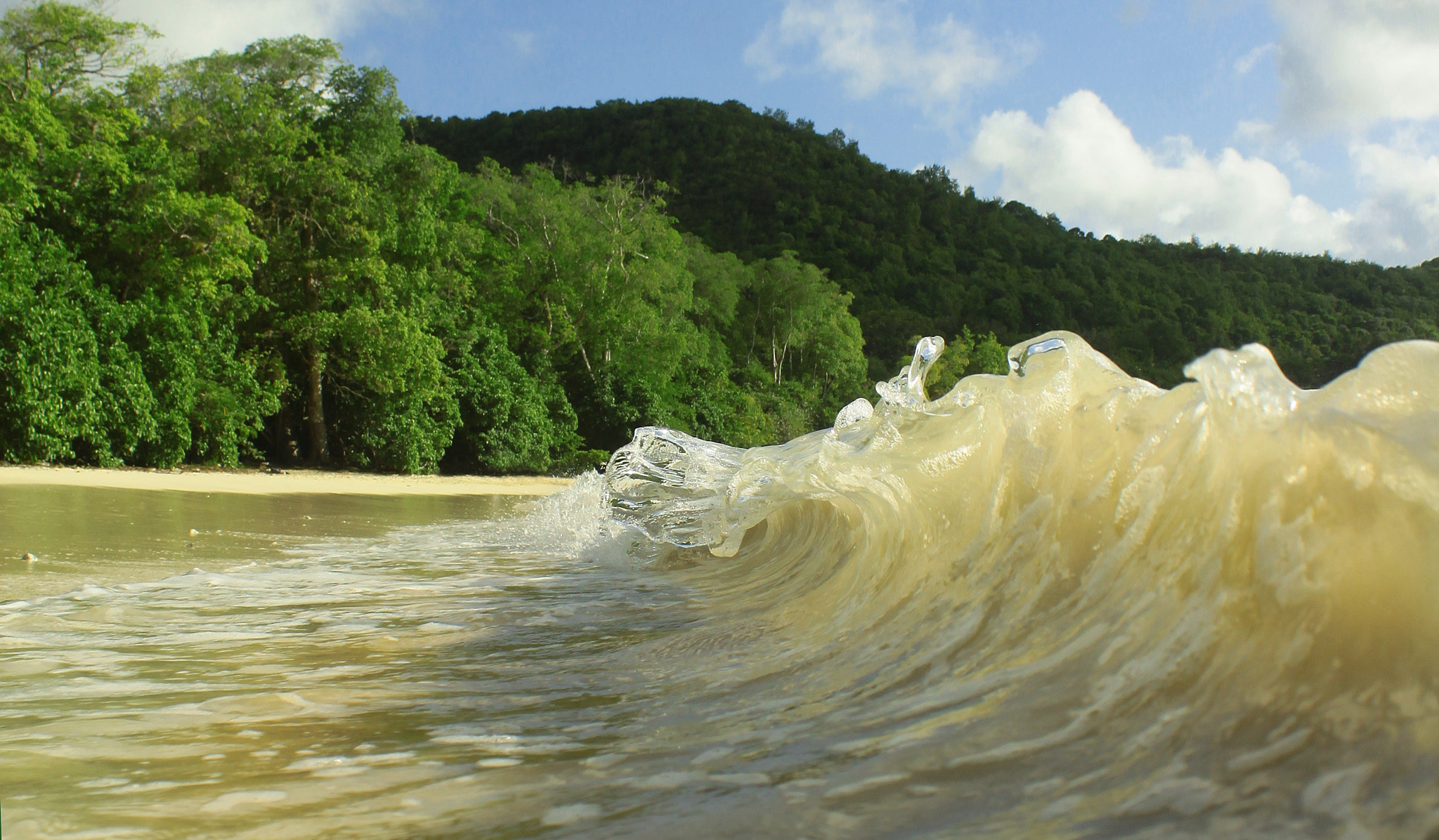
Golven

- Bibliothèque nationale de France: cb15047608s (data)
- Library of Congress Control Number: n85137151
- MusicBrainz: a52d2b4f-2c32-4f92-84d3-19c435f3b667
- Nationale Bibliotheek van Israël: 987007562343005171
- Système universitaire de documentation: 149399855
- Virtual International Authority File: 157484229
- WorldCat: E39PBJmtwMqMmMykF4qYrxCvpP

Les Abymes · Anse-Bertrand · Baie-Mahault · Baillif · Basse-Terre · Bouillante · Capesterre-Belle-Eau · Capesterre-de-Marie-Galante · Deshaies · La Désirade · Le Gosier · Gourbeyre · Goyave · Grand-Bourg · Lamentin · Morne-à-l'Eau · Le Moule · Petit-Bourg · Petit-Canal · Pointe-à-Pitre · Pointe-Noire · Port-Louis · Saint-Claude · Sainte-Anne · Sainte-Rose · Saint-François · Saint-Louis · Terre-de-Bas · Terre-de-Haut · Trois-Rivières · Vieux-Fort · Vieux-Habitants